# Galería Estatal de Stuttgart
La Galería Estatal de Stuttgart (en alemán: Staatsgalerie) es un museo y una galería de arte de Alemania, que se inauguró en 1843. Fue fundada en 1838-1843 por el rey Guillermo I de Wurtemberg.
El museo, prácticamente destruido después de la Segunda Guerra Mundial, fue reconstruido en 1946 y reabierto en 1948. En 1984, la apertura de la Neue Staatsgalerie diseñada por James Stirling (construida entre 1977 y 1983) transformó lo que antes era una exposición algo provinciana en uno de los museos más avanzados de Europa.

## Alte Staatsgallerie

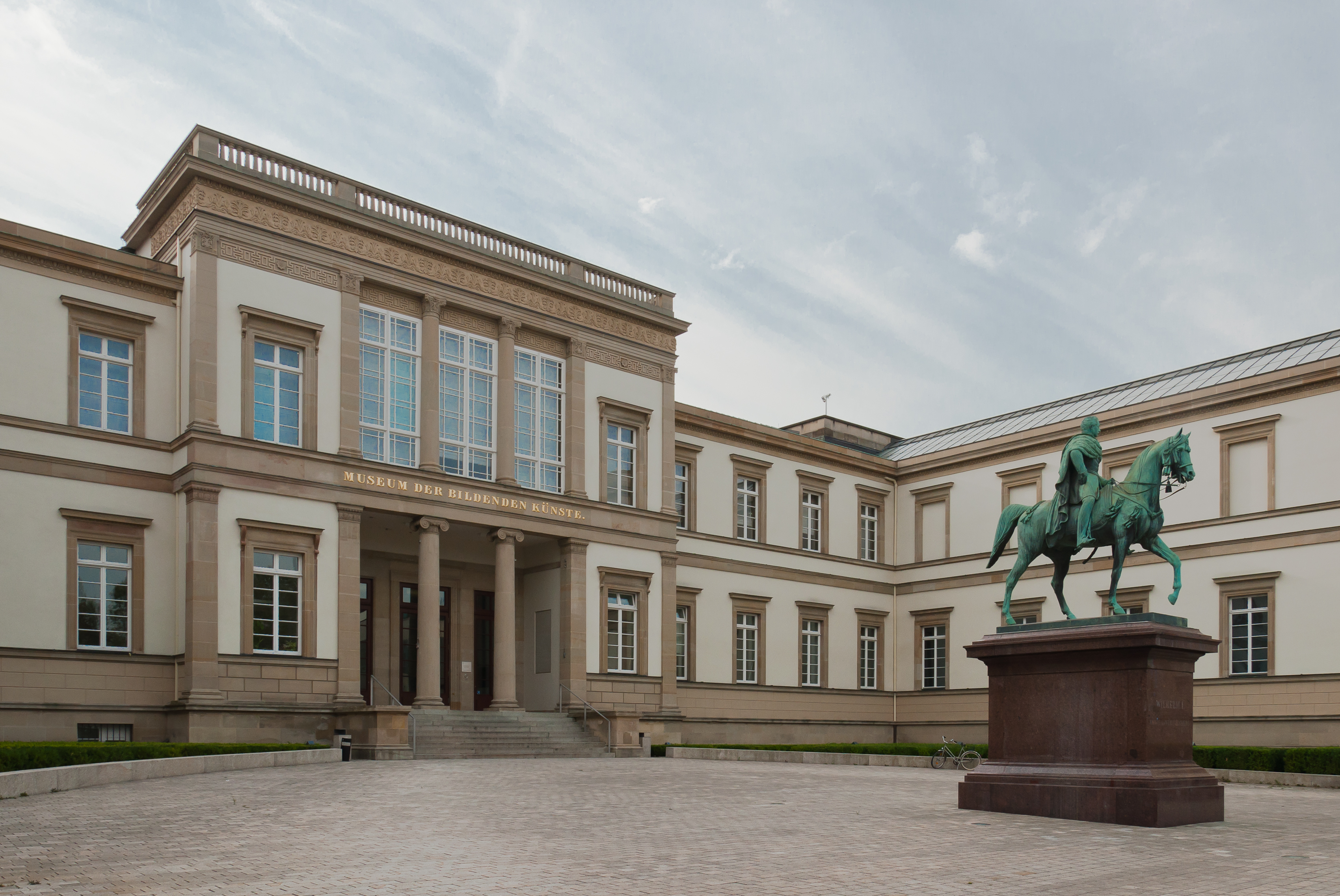
Entrada a la Antigua Staatsgalerie

Originalmente, el edificio de factura clásica de la Alte Staatsgallerie también era la sede de la Escuela Real de Artes. Construido en 1843, se amplió con dos alas adicionales entre 1881 y 1887. Después de quedar completamente destruido durante la Segunda Guerra Mundial, fue reconstruido a partir de 1946 y reabierto al público en 1948.
La Staatsgalerie conserva las siguientes colecciones:   
- Antiguas pinturas alemanas  1300-1550
- Pintura italiana 1300-1800
- Pintura holandesa 1500-1700
- Pintura barroca alemana
- Las artes del  siglo XIX  (romanticismo, Impresionismo).

Una de las obras maestras que expone es el Cristo muerto (1583–1585) de Annibale Carracci.

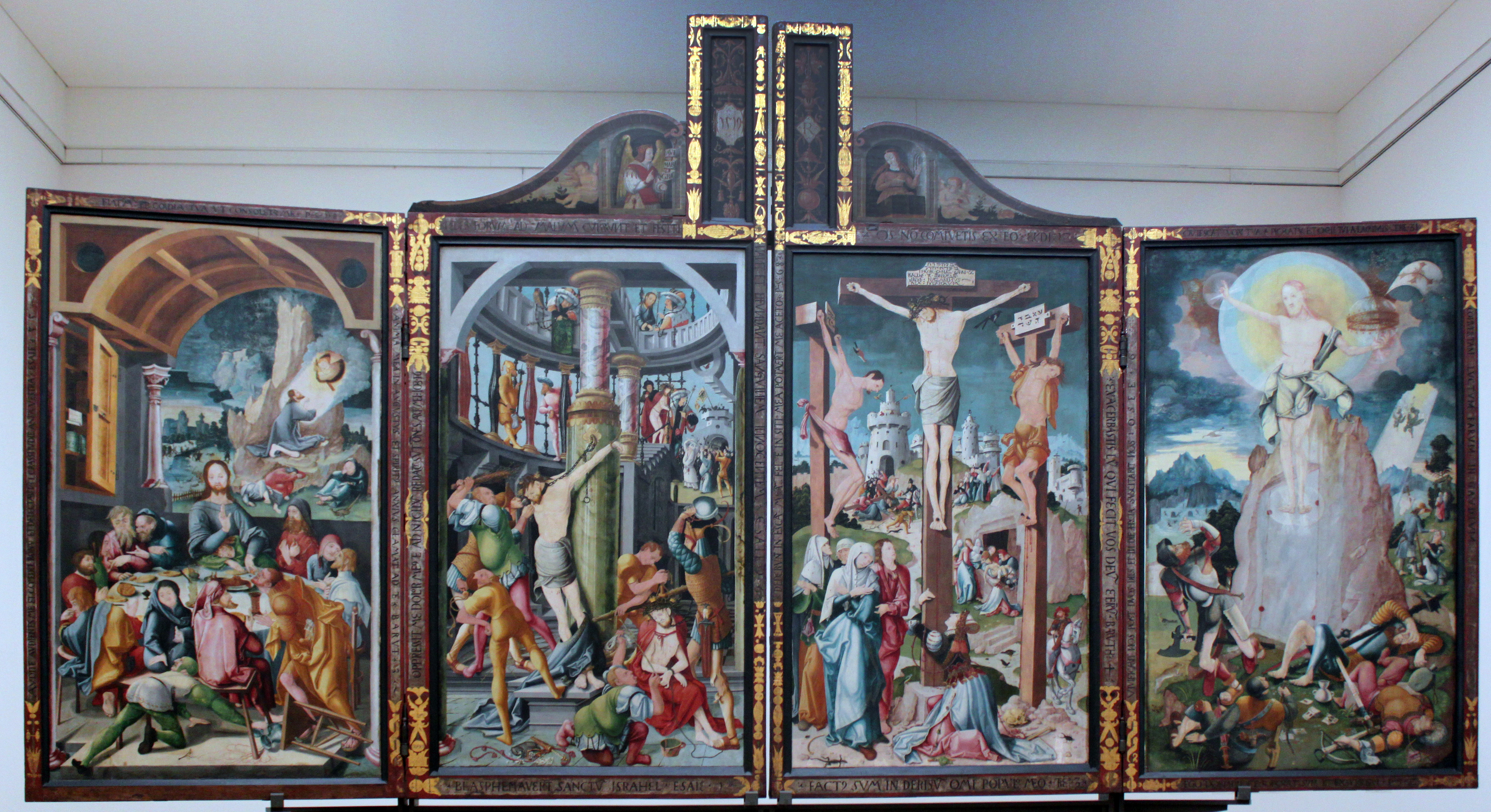
Políptico de Herrenberg, obra de Jerg Ratgeb (entre 1480 y 1526)
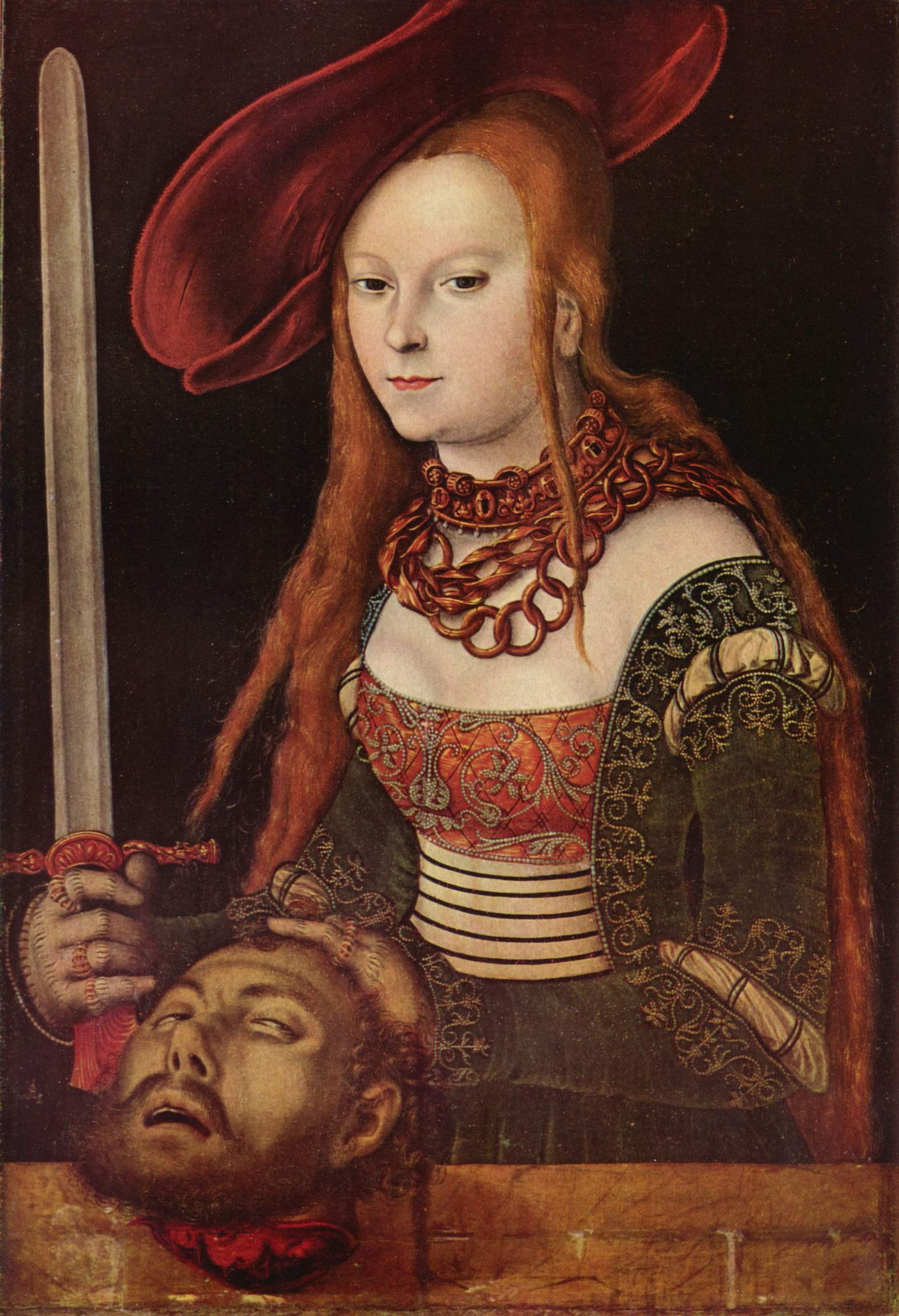
Judith con la cabeza de Holofernes  (ca. 1530), obra de  Lucas Cranach el Viejo (86 x 59 cm)
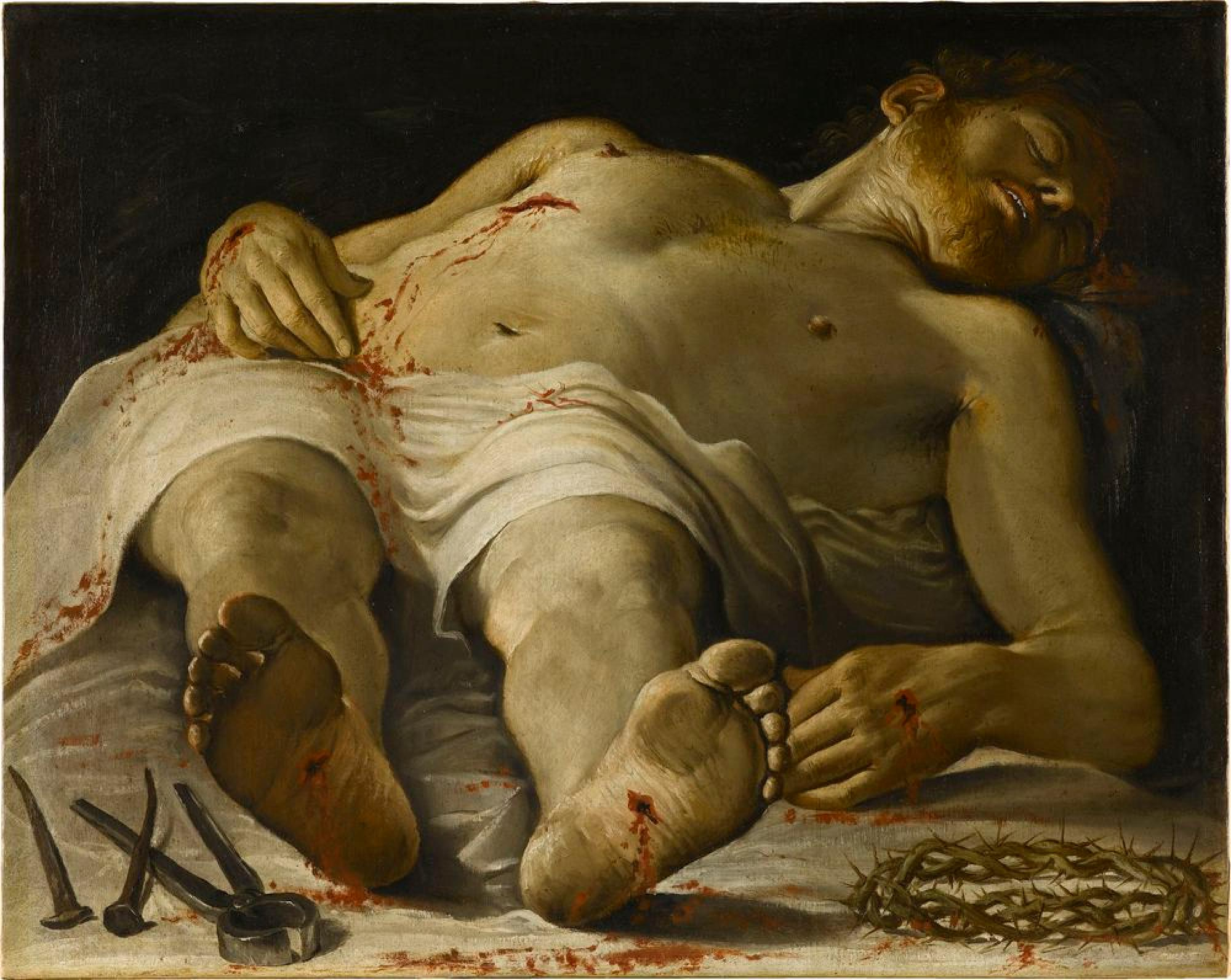
Cristo muerto (1583-1585) de Annibale Carracci

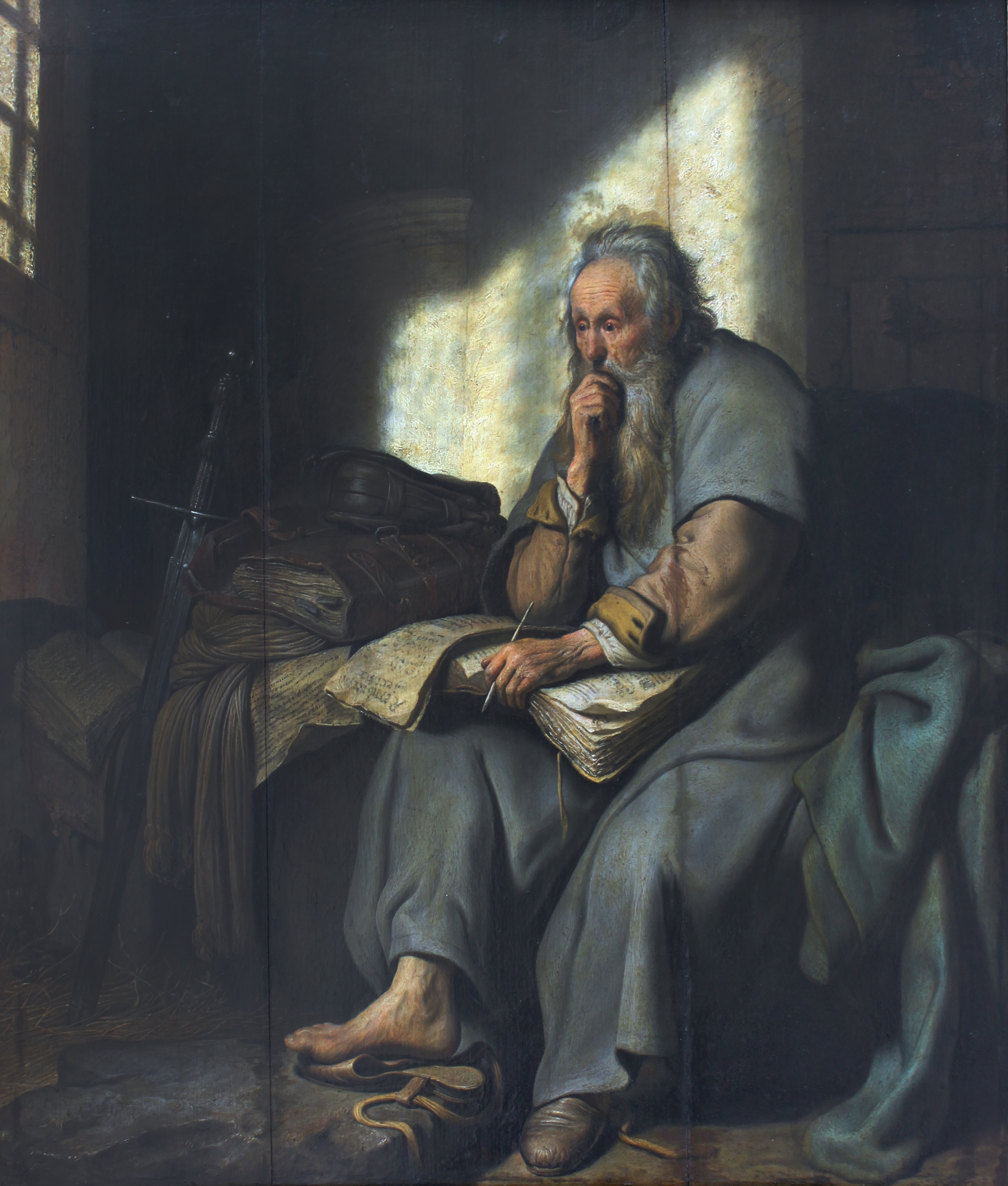
San Pablo en prisión (1627), obra de Rembrandt
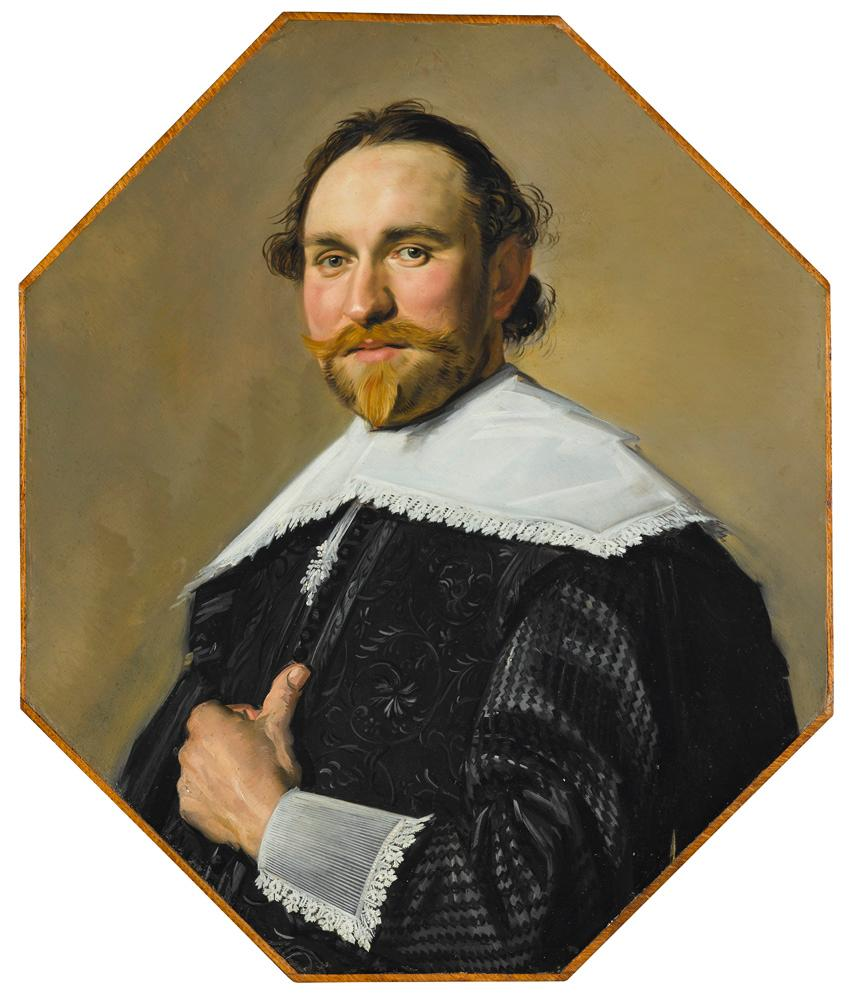
Retrato de hombre (ca. 1637), obra de Frans Hals (67,5, 57 cm)
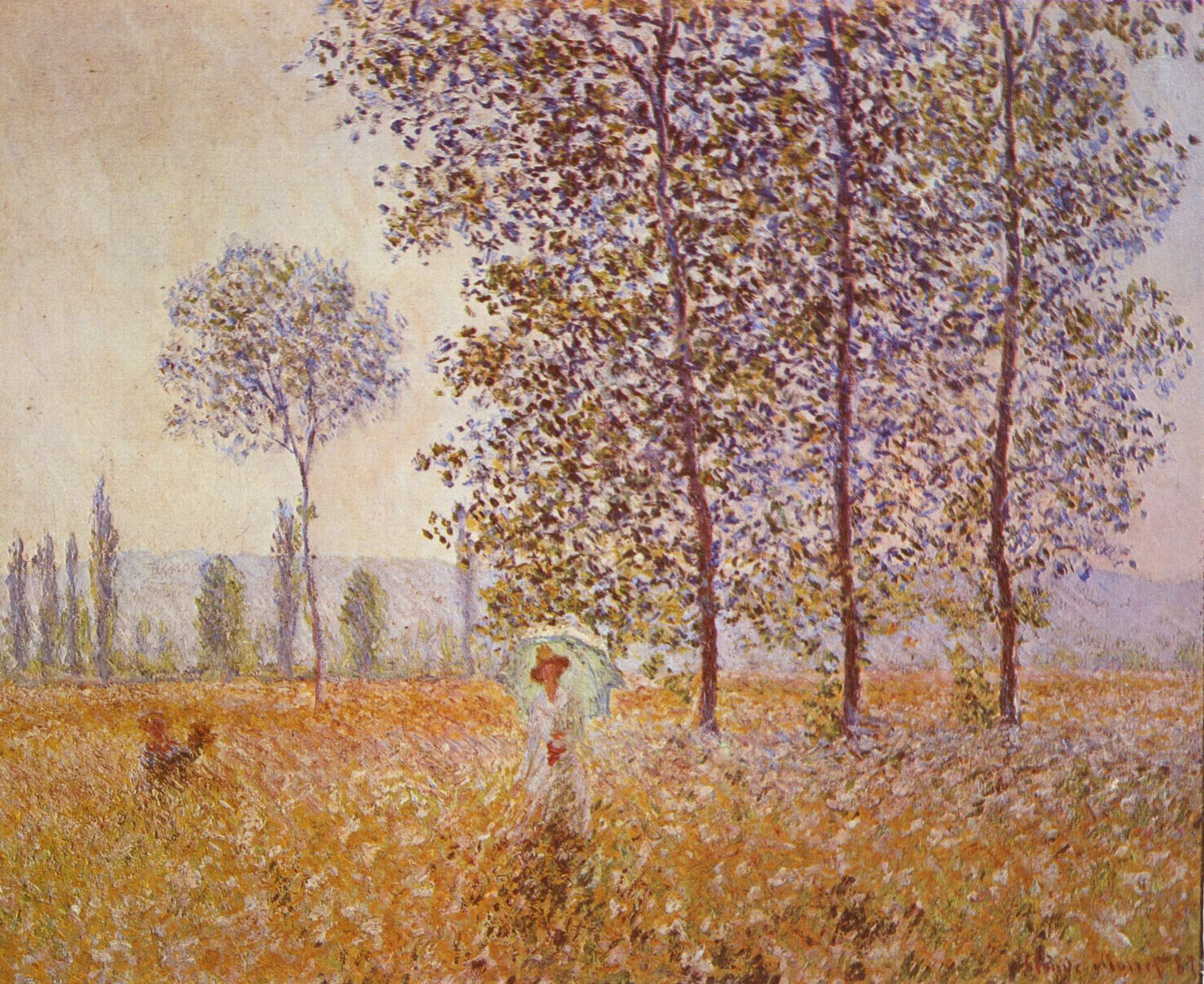
Álamos al sol (1887),  obra de Claude Monet  (74,3 x 93 cm)
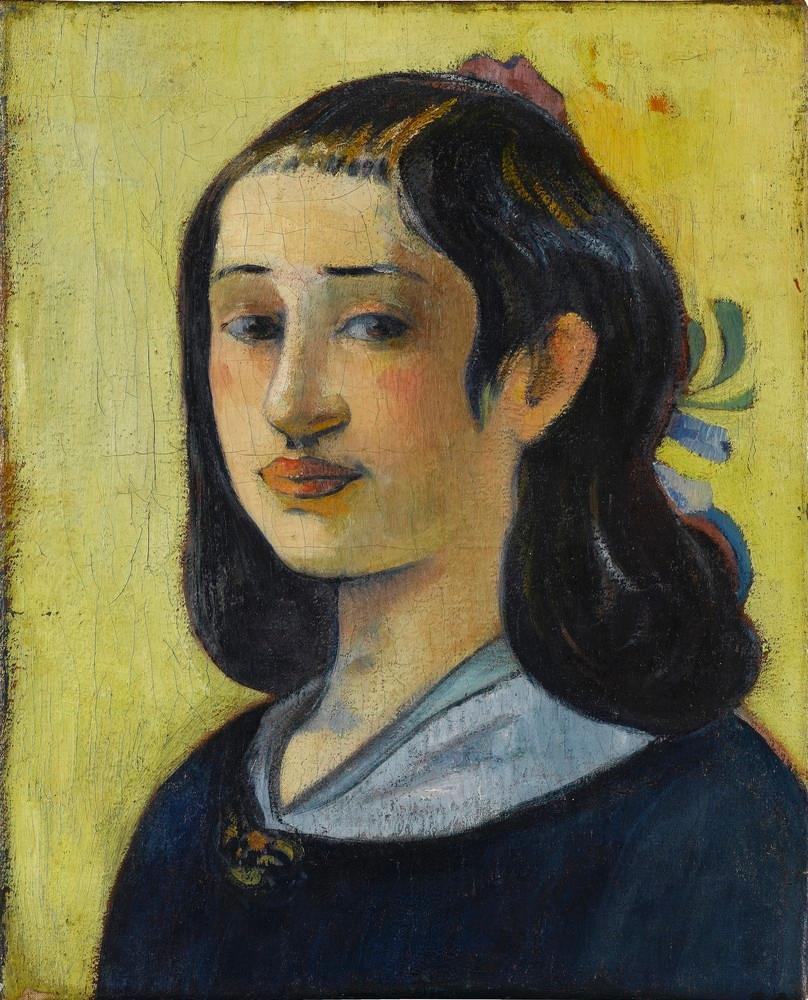
La madre del artista (1890-1893), obra de Paul Gauguin (41 x 33 cm)

## Neue Staatsgalerie

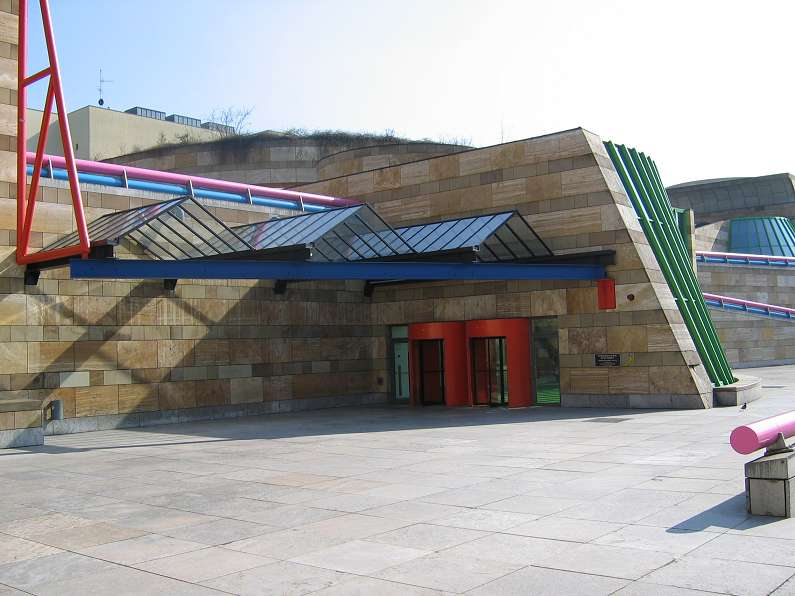
Neue Staatsgalerie

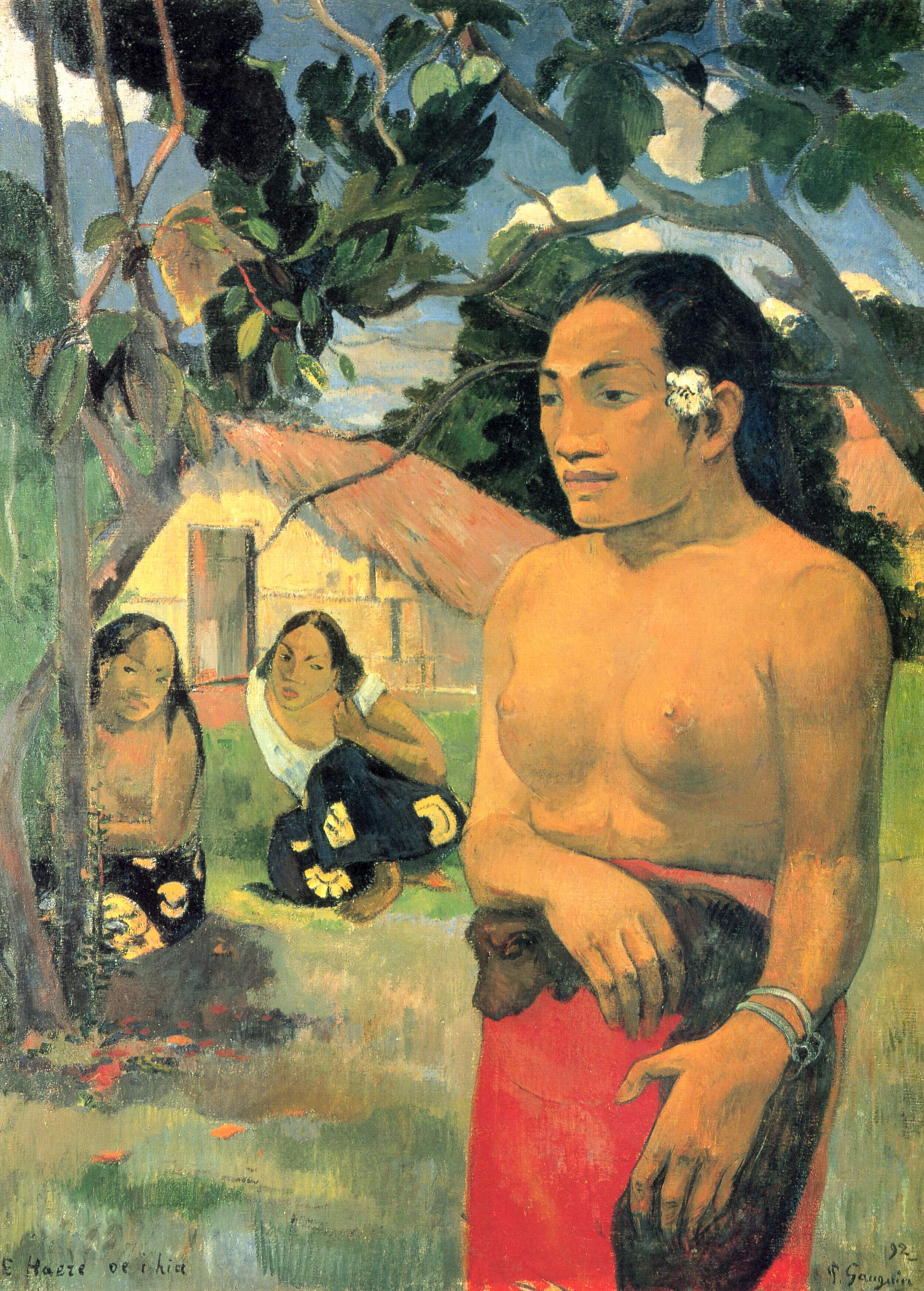
Gauguin: «Où vas-tu? », 1892

La Neue Staatsgalerie, diseñada por James Stirling e inicialmente muy controvertida por su apuesta estilística hacia el posmodernismo, se inauguró el 9 de marzo de 1984 en un sitio muy cercano al edificio antiguo. El edificio se parece al Antiguo Museo de Schinkel, con una serie de galerías conectadas alrededor de tres lados de una rotonda central. Sin embargo, el frente del museo no es tan simétrico como el  Antiguo Museo y la configuración tradicional está ladeada con la entrada en ángulo.
Alberga una colección de arte moderno del siglo XX, desde Pablo Picasso a Oskar Schlemmer, Joan Miró, Joseph Beuys y Wolf Vostell.

### Obras notables
- Paul Gauguin:  Où vas-tu? 1892
- Pablo Picasso: Tumblers (Mother and Son) (1905), Laufende Frauen am Strand (1922),  Le Déjeuner sur l'herbe (1961)
- Henri Matisse: La Coiffure (1907)
- Franz Marc: Kleine gelbe Pferde (1912)
- Amedeo Modigliani: Chaïm Soutine 1915
- George Grosz: The Funeral (1918)
- Otto Dix: Streichholzhändler 1920, Prager Strasse 1920
- Max Ernst: Heilige Cäcilie - Das unsichtbare Klavier 1923
- Salvador Dalí: The Raised Instant (1938)
- Max Beckmann: Reise auf dem Fisch  (1934)
- Piet Mondrian: Composition en blanc, rouge et bleu (1936)
- Joan Miró: The Bird with the Calm View, the Wings in Flames (1952)
- Barnett Newman: Who's Afraid of Red, Yellow and Blue II (1967)

Tiene además otras obras de Paul Klee, Marc Chagall y Wassily Kandinsky